# Distantobelus gratus
Distantobelus gratus är en insektsart som beskrevs av Capener 1968. Distantobelus gratus ingår i släktet Distantobelus och familjen hornstritar. Inga underarter finns listade i Catalogue of Life.